# 릭 존스
릭 존스(영어: Rick Jones)는 마블 코믹스의 등장인물이다. 헐크의 탄생의 계기를 만든 인물이며, 이후 헐크, 캡틴 아메리카, 어벤저스, 캡틴 마블의 조력자로 활동했다. 헐크를 만든 감마선에 본인도 노출되어 에이밤(A-Bomb)이라는 헐크형 괴물로 활동한 적도 있었다. 1962년 5월 《인크레더블 헐크》 1호에 처음 등장했고, 스탠 리와 잭 커비가 공동 창작하였다.

## 담당 배우

### 영화
- 헐크(2003) - 케빈 랭킨(하퍼)

## 담당 성우

### TV 애니메이션
- 마블 슈퍼 히어로즈 - 폴 솔스
- 인크레더블 헐크(1982) - 마이클 호턴
- 판타스틱 포(1994) - 베니 그랜트
- 인크레더블 헐크(1996) - 루크 페리
- 아이언맨: 아머드 어드벤처(2011) - 앤드루 프랜시스
- 헐크와 스매쉬 요원들(2013) - 세스 그린
  - 얼티밋 스파이더맨: 웹 워리어즈(2014) - 세스 그린

### 비디오 게임
- 인크레더블 헐크(2008) - 존 커리
- 마블 얼티밋 얼라이언스 2(2009) - 프레드 태터쇼어
- 레고 마블 슈퍼 히어로즈(2013) - 윌 프리들, 스티븐 블룸(에이밤)
- 레고 마블 어벤저스(2016) - 로비 데이먼드